# كيث سنكلير
كيث سنكلير (بالإنجليزية: Keith Sinclair)‏ هو مؤرخ وشاعر نيوزيلندي، ولد في 5 ديسمبر 1922 في أوكلاند في نيوزيلندا، وتوفي في 20 يونيو 1993.

## وصلات خارجية
- كيث سنكلير على موقع الموسوعة البريطانية (الإنجليزية)
- كيث سنكلير على موقع ميوزك برينز (الإنجليزية)
- كيث سنكلير على موقع ديسكوغز (الإنجليزية)